# Nombre de Hor-Nub
| G8 |

| G8 |

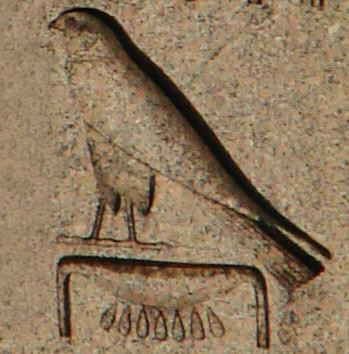
Jeroglífico Horus de Oro esculpido en el obelisco de Ramsés II. Plaza la Concorde, París, Francia.

En el Imperio Medio de Egipto, dinastías XI y XII, los faraones recibían cinco títulos. Añadían al nombre de nacimiento otros cuatro más cuando accedían al trono. Eran los siguientes: 
Nombre de Horus, Nombre de Nebty, Nombre de Horus de oro, Nombre de Trono y Nombre de Nacimiento.
El Nombre de Hor-Nub se representaba con el jeroglífico egipcio del dios Horus (Hor: un halcón) posado sobre el símbolo del oro (Nub: un collar con colgantes), más el epíteto asignado al faraón.
Den, en la dinastía I, asoció su nombre de Horus con el símbolo egipcio del oro. Dyeser, en la dinastía III, ya utilizó el Nombre de Horus de Oro.
Es en el Imperio Medio cuando se añadió esta titulatura real definitivamente.
El Nombre de Horus de oro junto con el Nombre de Nebty fueron los títulos menos utilizados por los faraones.